# Hôtel Jabach

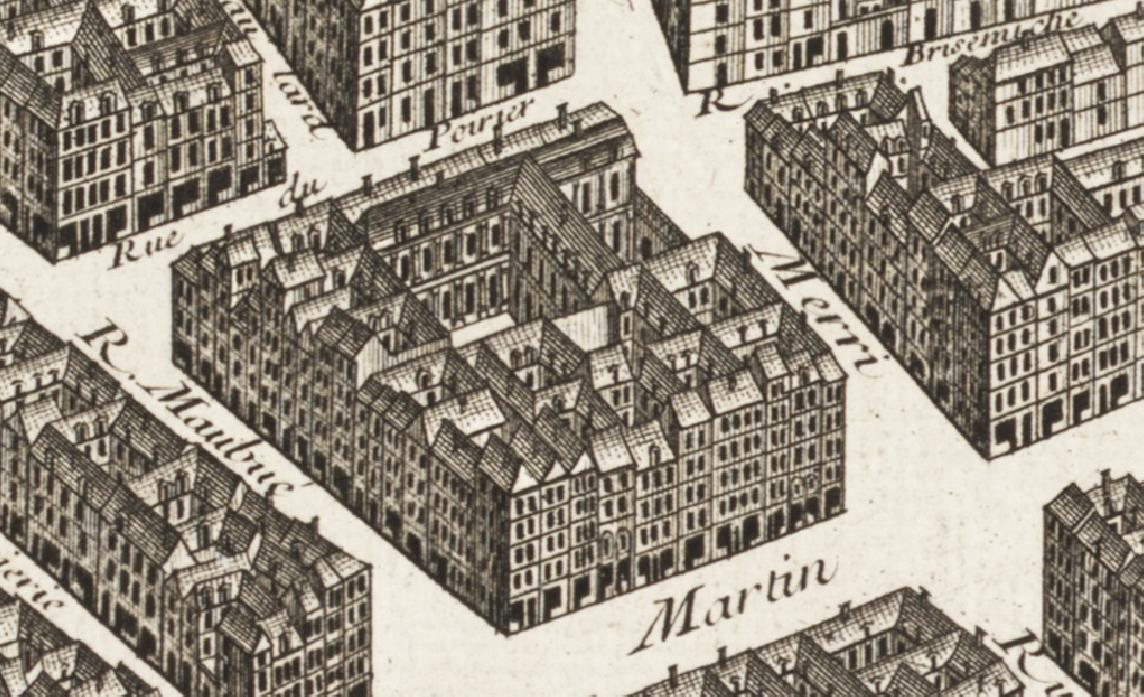
Vue du pâté de maisons avec l'hôtel Jabach visible sur le dessus de l'image. Plan Turgot, vers 1740

L'hôtel Jabach est un ancien hôtel particulier autrefois situé au 42-46 rue Saint-Merri à Paris.
Il a été complètement démoli au XXe siècle. Il était situé exactement au niveau de l'ancien parking à ciel ouvert des années 1960, puis au sud de l'actuel Centre Pompidou, quand celui-ci a été édifié.
Il comportait les collections exceptionnelles de tableaux et dessins d'Everhard Jabach, riche banquier, qui céda une grande partie de ses œuvres à Louis XIV, ce qui fut à l'origine de l'un des premiers enrichissements des collections royales.

## Histoire

### Everhard Jabach (1659-1695)

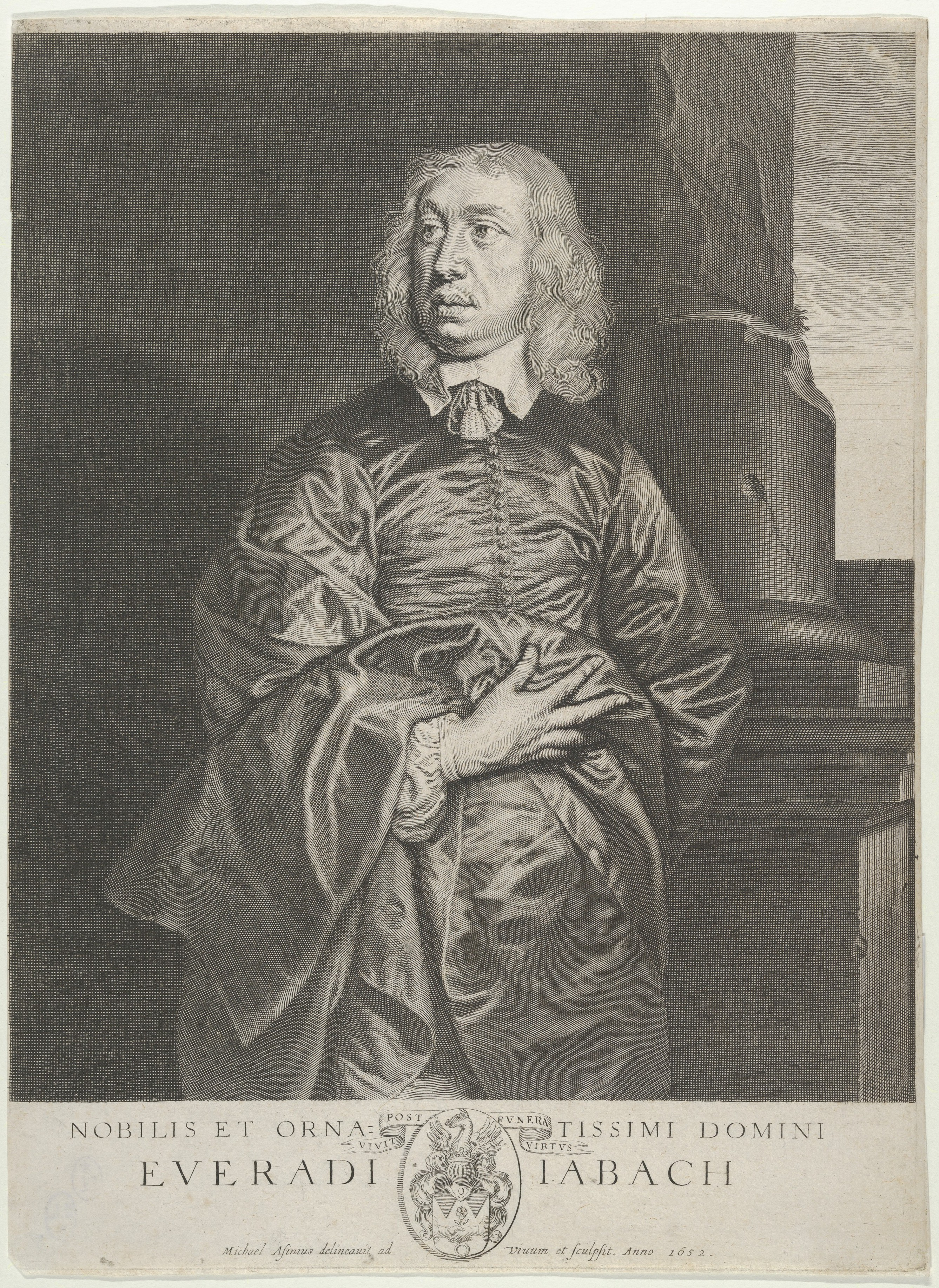
Everhard Jabach, gravure, collection du MET, NY

#### La demeure d'un grand collectionneur
Le 16 octobre 1659, Jabach fait l'acquisition d'une grande maison et de deux petites à côté, moyennant 104.000 livres et les remplaça par un magnifique hôtel particulier édifié par Pierre Bullet.
Les gravures de Marot concernant l'Hôtel Jabach ne sont que des projets qui n'ont jamais été réalisés.

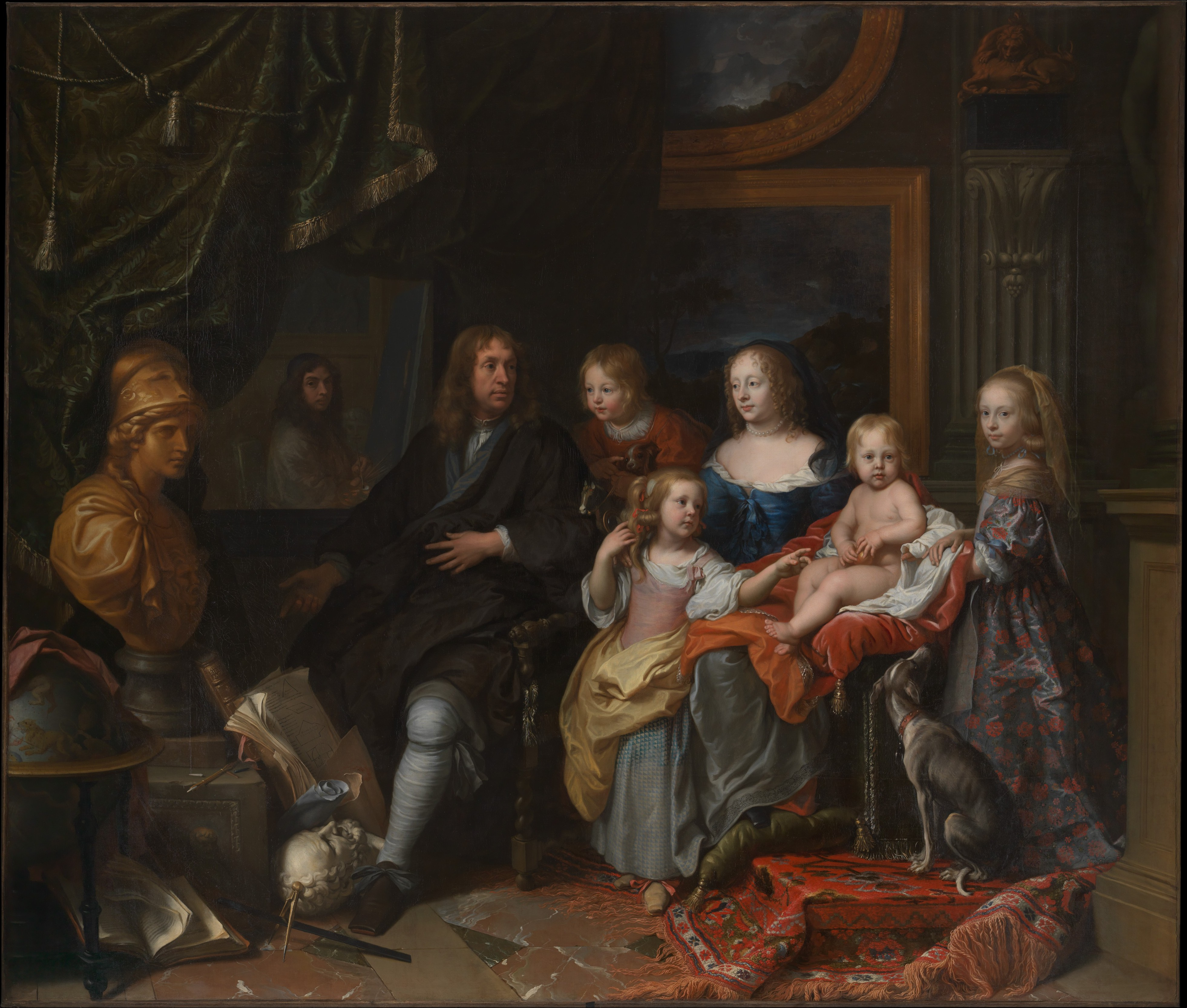
La famille de Jabach, par Charles Le Brun, 1660, collection du MET, (USA) New-York

Vers 1660, Charles Le Brun peint la famille de Jabach, tableau acquis par le Metropolitan museum de New-York. Le financier est représenté avec toute sa famille dans son hôtel, entouré de ses collections de tableaux et sculptures. Cette œuvre nous offre l'atmosphère qui régnait au sein des salles de l'hôtel, remplies d'œuvres d'art.

#### Les collections

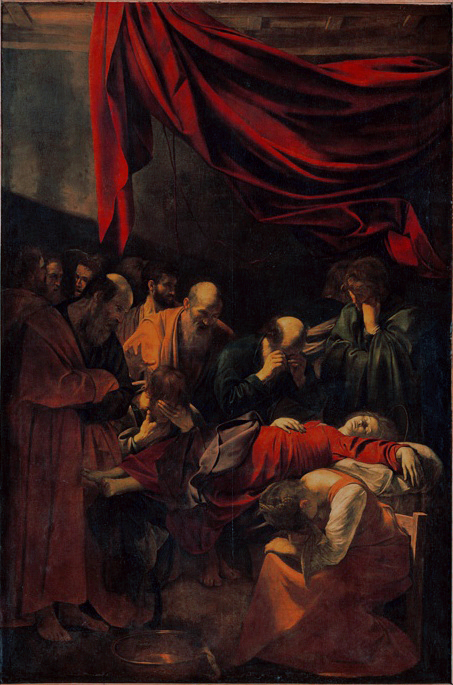
La Mort de la Vierge, du Caravage, était exposée au sein de l'hôtel Jabach, entre 1653 et 1671

Parmi les très importants tableaux qu'il put réunir, figurent des chefs-d'œuvre : le portrait d’un sculpteur de Bronzino, Le Repos de la Sainte Famille pendant la fuite en Égypte d’Orazio Gentileschi, La Mort de la Vierge du Caravage, L’Allégorie des Vices et L’Allégorie des Vertus du Corrège (provenant du studiolo d‘Isabelle d‘Este à Mantoue), La Mise au tombeau, L’Homme au gant et l’Allégorie d’Alphonse d’Avalos du Titien, provenant aussi bien d’Italie (la collection Ludovisi), des Flandres (collection de lord Arundel, à partir de 1653) ou de la dispersion des biens de Rubens, d'Allemagne, que d’Angleterre (lors des ventes publiques à Londres des collections de Charles Ier d’Angleterre, en 1650-1653).
À la suite de mauvaises affaires dès 1669, Jabach vendit le 29 mars 1671 une partie de ses collections pour 220.000 livres au roi, l'estimation initiale du banquier étant de 580.000 livres.
Au fil des années, Jabach réussit à constituer une nouvelle collection d'environ 400 tableaux et 4.000 dessins.
Jabach mourut le 6 mars 1695, certainement en son hôtel particulier de la rue Saint-Merri.

#### Une distribution intérieure supposée

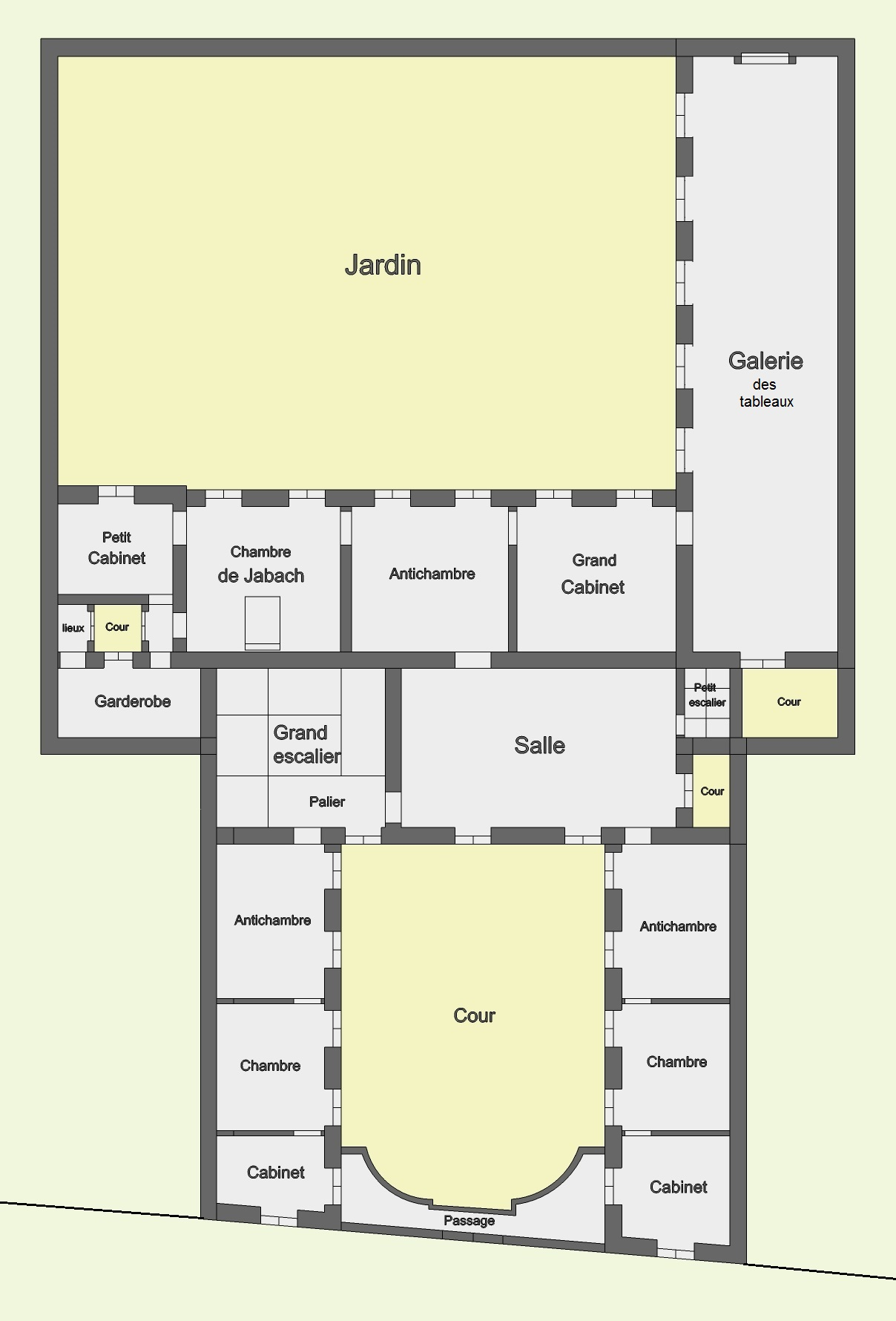
Proposition de restitution de la distribution du premier étage de l'Hôtel Jabach à Paris, XVIIe siècle

Sur le plan Vasserot, on distingue un grand escalier, placé en position centrale, au fond de la cour carrée. Mais celui-ci ne doit pas dater du XVIIe siècle, mais plutôt postérieur au décor du temps de Jabach.
D'après l'inventaire des collections, qui décrit tous les tableaux et objets d'art, on sait que se trouvait au rez-de-chaussée de l'hôtel à la fin du XVIIe siècle : 
-un "petit cabinet au fond des apartemens aux miroirs d'en bas"
-un "salon aux miroirs d'en bas"
-une "entre-deux des salles aux miroirs d'en bas"
-un "salon aux miroirs de M. Dautun", locataire de Jabach.
Au premier étage se situait l'appartement de Jabach ainsi que sa galerie de peinture, cabinet de collections de dessins et peintures etc, et une bibliothèque ? Tous les murs étaient envahis de tableaux et objets d'art. Une proposition de distribution - supposée - permet de mieux comprendre l'aménagement général : sur la cour de part et d'autre prenait place au premier étage deux appartements de même aspect. Dans le corps central se situait l'appartement de Jabach, et l'aile en retour devait abriter la galerie de peintures.

### L'hôtel conservé par la famille de Jabach (1695-1756)
La maison est conservée dans la famille jusqu'en 1756.
En 1748 on y installa un petit théâtre où l'acteur Lekain joua plusieurs fois. Voltaire l'y entendit jouer.
En 1774, on y exposa les œuvres de l'Académie de Saint-Luc, dont on conserve des livrets manuscrits (BNF).

### Un hôtel morcelé puis détruit (XIXe et XXe)
De 1800 à 1810, il fut le siège du Comptoir Commercial, dit Caisse Jabach, servant d'intermédiaire entre la Banque de France et les commerçants
En 1824, on ouvrit à son emplacement le passage Jabach, qui fut le théâtre, le 6 juin 1832, d'un violent combat avec les insurgés du cloître Saint-Merri.
Au XXIe siècle il ne reste plus rien de l'ancien hôtel, totalement rasé.

## Galerie

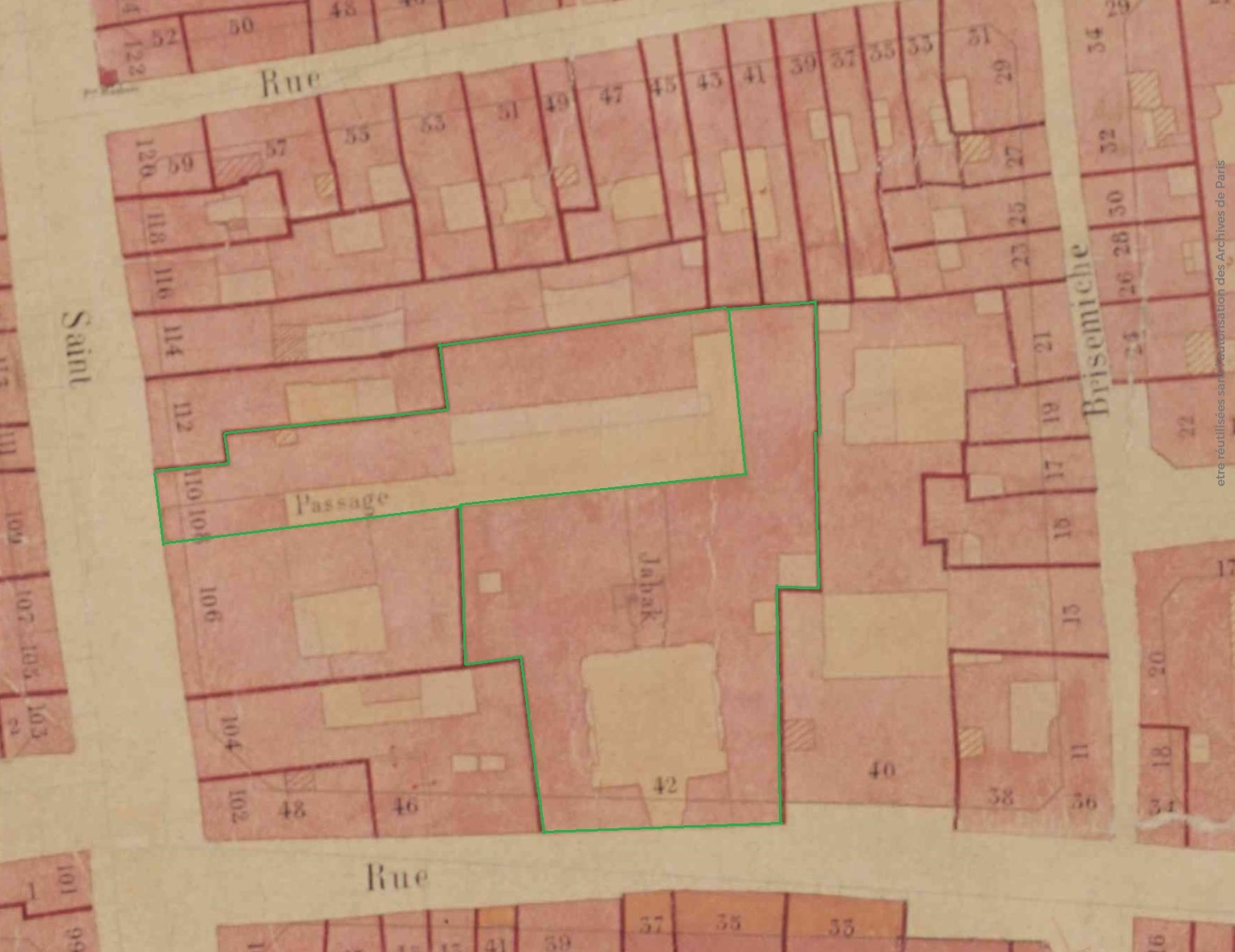
Plan cadastral napoléonien le plus exact pour connaître l'emprise de l'hôtel Jabach.
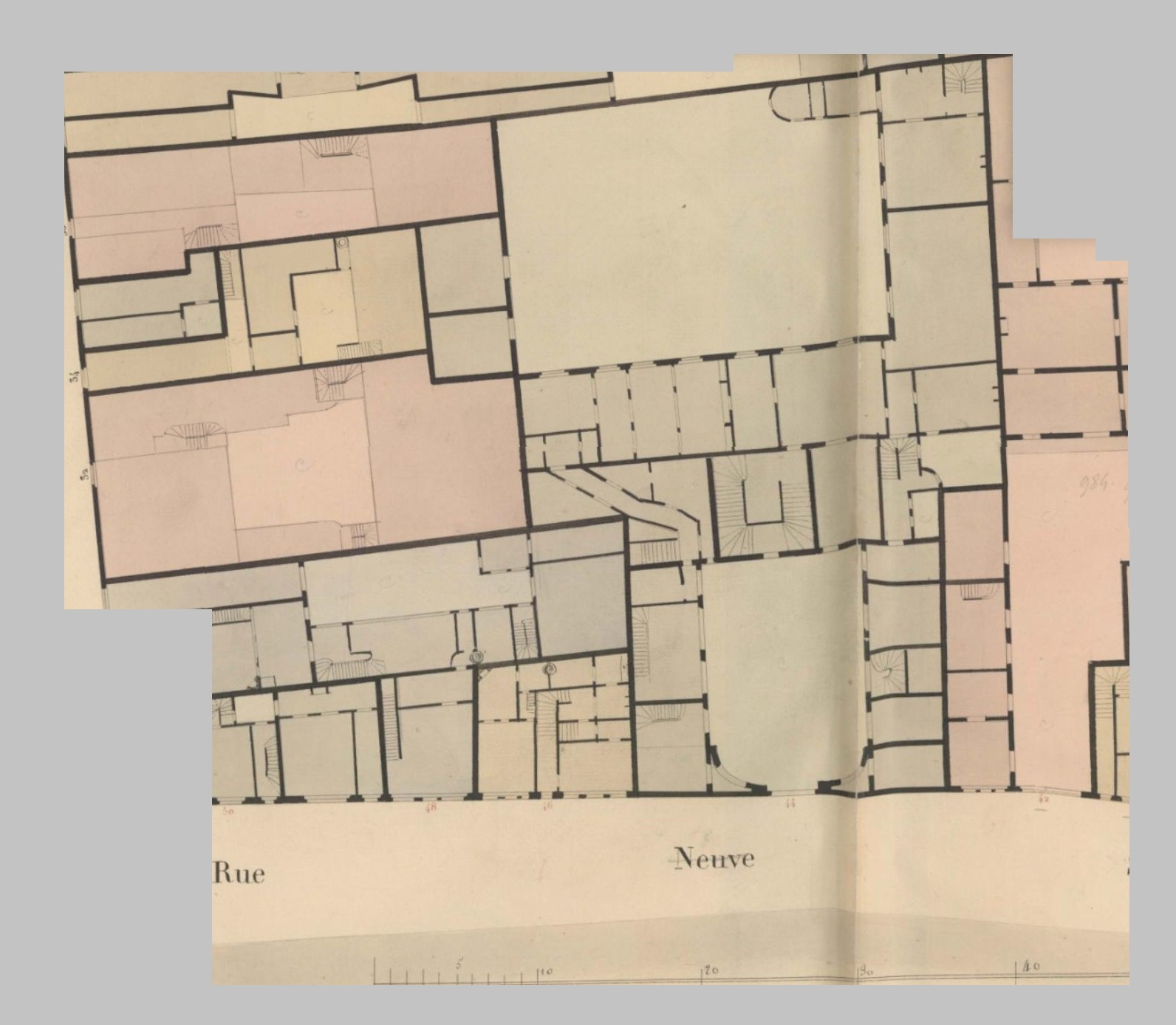
Plan Vasserot de l'hôtel Jabach, avec distribution intérieure du rez-de-chaussée au XIXe siècle
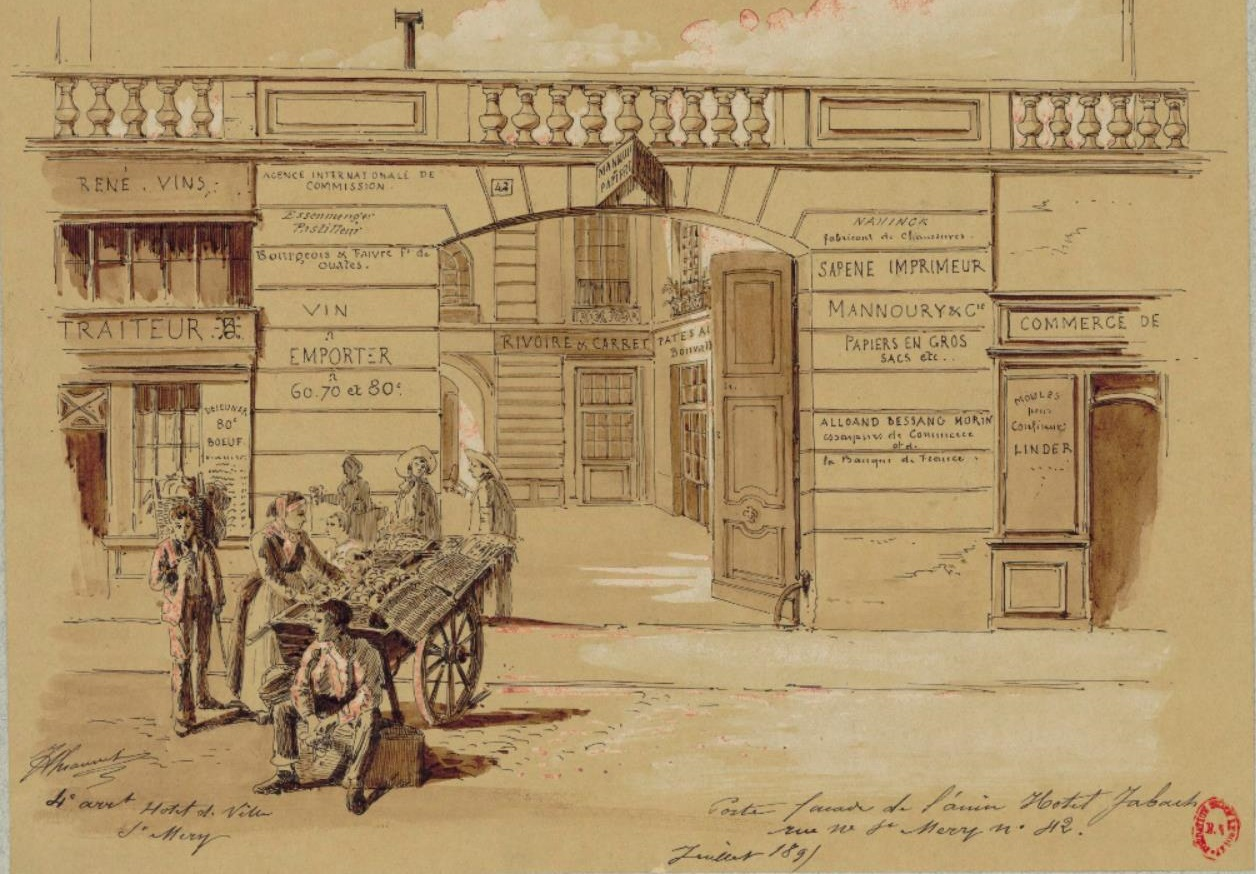
Dessin de l'entrée de l'hôtel Jabach au XIXe siècle. BNF.
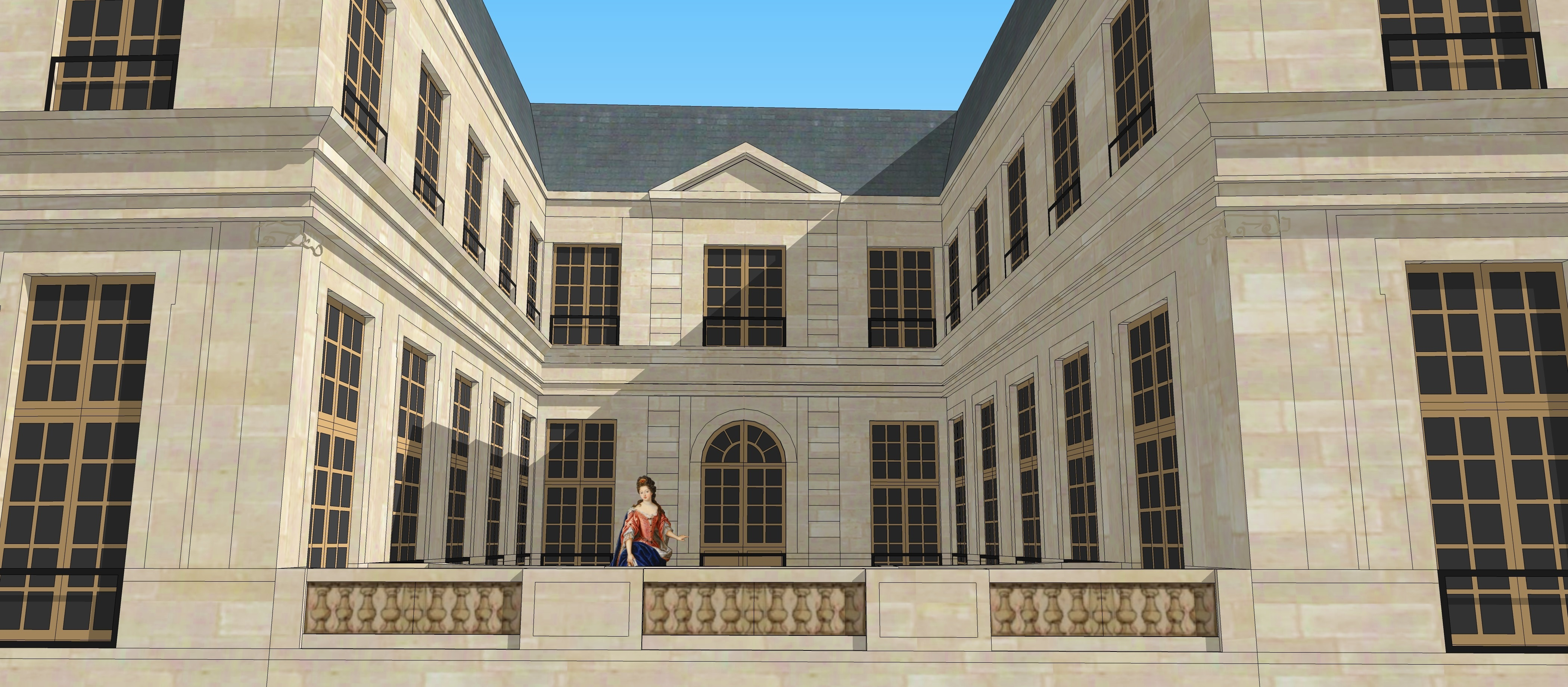
Schéma de restitution depuis le premier étage en face de l'Hôtel Jabach en le regardant, XVIIe

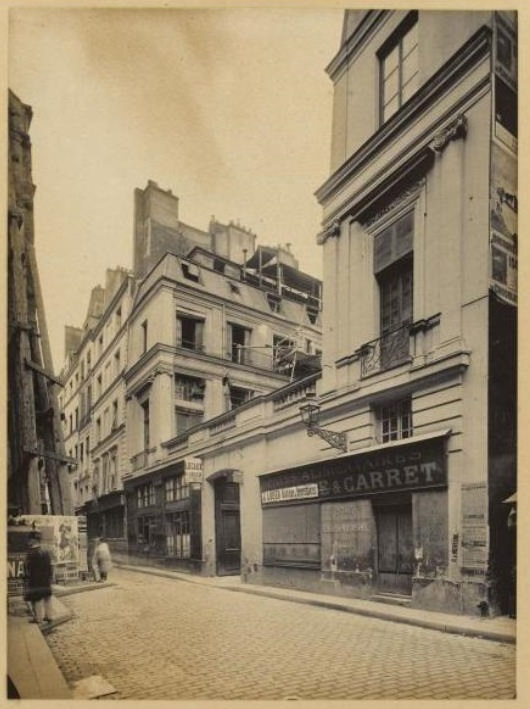
Photographie de l'ancienne façade sur rue de l'hôtel Jabach, vers 1904, musée Carnavalet.
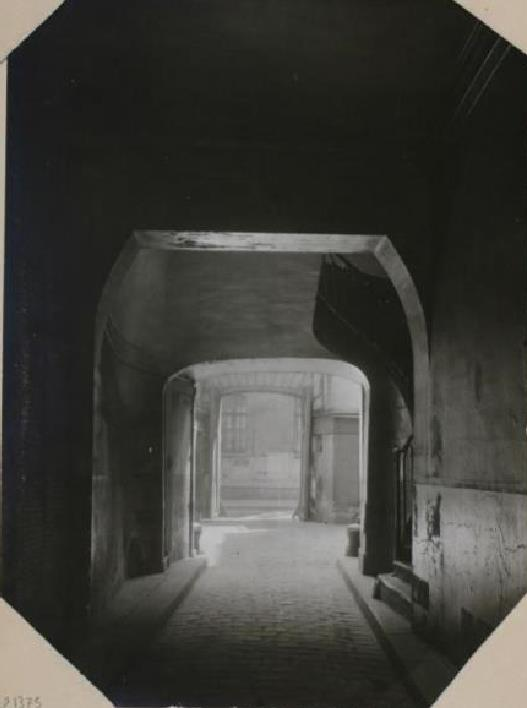
Photographie depuis le passage Jabach, en regardant vers la cour d'entrée, vers 1904, musée Carnavalet.
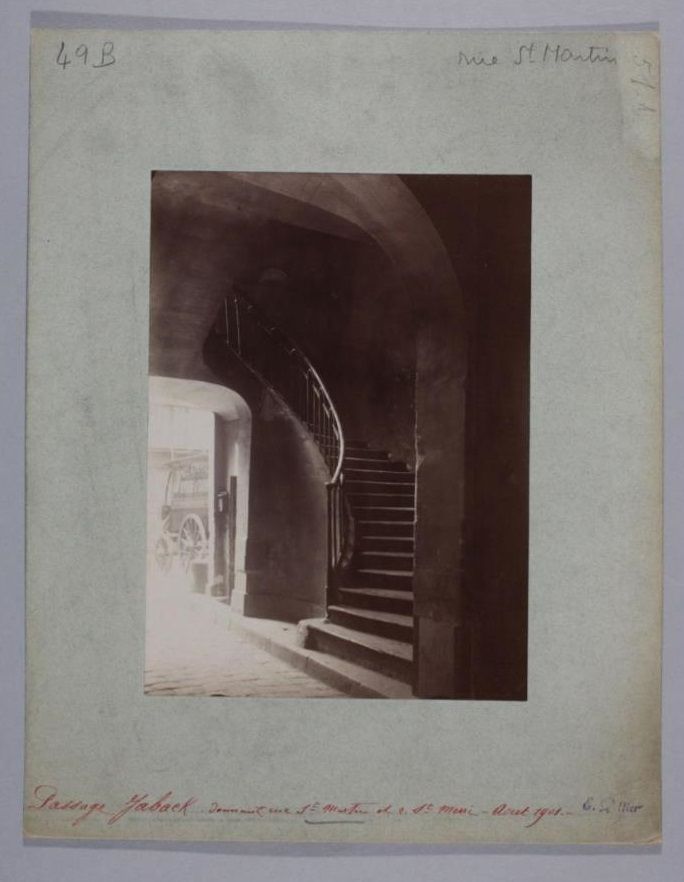
Photographie d'un escalier du passage Jabach, vers 1904, musée Carnavalet. Au fond, la cour d'entrée de l'hôtel.
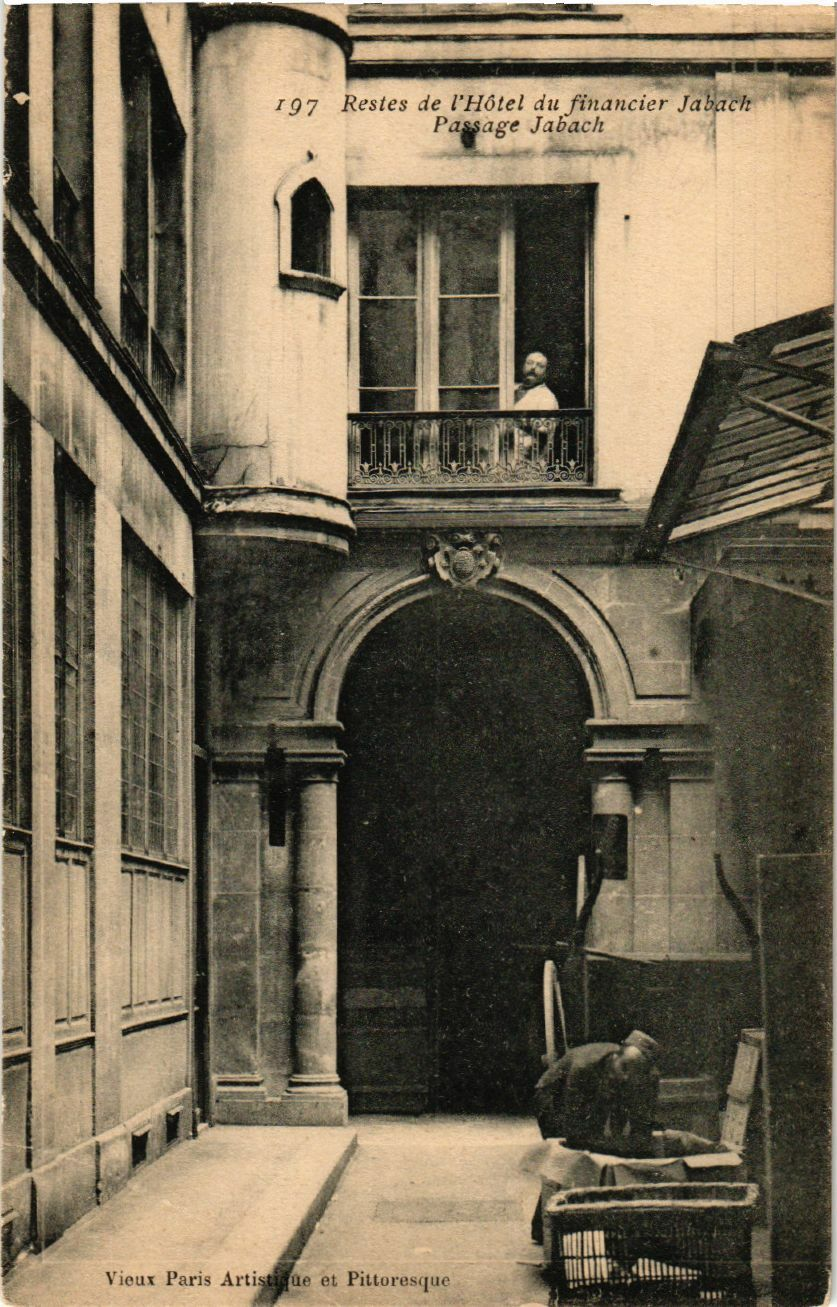
Photographie dite du Passage Jabach.